# Полудьонка (Тугулимський міський округ)
Полудьо́нка (рос. Полудёнка) — присілок у складі Тугулимського міського округу Свердловської області.
Населення — 10 осіб (2010, 0 у 2002).